# 長沢樹
長沢 樹（ながさわ いつき、1969年 -）は、日本の小説家・推理作家。新潟県生まれ。映像制作会社勤務。

## 来歴・人物
子供のころに江戸川乱歩の少年探偵団シリーズを読んでミステリの魅力を知る。小学生時代はちょうど角川映画『犬神家の一族』（1976年）をきっかけとする横溝正史ブームの時期であり、少年探偵団シリーズを読破したあとは金田一耕助シリーズを読んだ。中学二年生のときには、横溝正史の『仮面舞踏会』の影響を受けた150枚の作品を書いている。その後、高校生のころに新本格ミステリを読み衝撃を受ける。綾辻行人の『十角館の殺人』は長沢にとって人生三大びっくりの一つだという。高校卒業後、映像関係の専門学校を経てテレビ番組制作会社に就職。情報報道系の仕事をする。
22歳のときに本格的に小説を書き始め、ミステリの新人賞にもいくつか応募したが、20代半ばからは仕事に打ち込み10年ほど創作から遠ざかった。30代後半になって再度創作に取り組み、2011年に眼鏡もじゅ名義で応募した『リストカット／グラデーション』で第31回横溝正史ミステリ大賞を受賞し、同作を『消失グラデーション』と改題にデビューした。同作は2012年版の「このミステリーがすごい!」と「本格ミステリ・ベスト10」の両方で第6位に選ばれた。
有栖川有栖の学生アリスシリーズが好きで、『消失グラデーション』は学生アリスシリーズの『孤島パズル』を意識しながら書いたという。また、一時期ライトノベルを書いていたこともあり、そのことによってキャラクター作りの大切さに気付いたと語っている。
2013年、『夏服パースペクティヴ』で第13回本格ミステリ大賞の候補作となる。

## 作品

### 樋口真由“消失”シリーズ
- 消失グラデーション（2011年9月 角川書店 / 2014年2月 角川文庫）
- 夏服パースペクティヴ（2012年10月 角川書店 / 2015年12月 角川文庫）
- 冬空トランス（2014年3月 角川書店 / 2016年10月 角川文庫）
  - モザイクとフェリスウィール（初出：角川書店『小説野性時代』2013年12月号）
  - 冬空トランス（初出：角川書店『小説野性時代』2013年7月号、8月号）
  - 夏風邪とキス以上のこと（初出：角川書店『小説屋sari-sari』2012年2月号、3月号）

### 武蔵野アンダーワールド・セブン
- 武蔵野アンダーワールド・セブン―多重迷宮―（2014年8月 東京創元社 / 2023年10月 創元推理文庫）- 文庫は「多重迷宮の殺人」に改題
- 武蔵野アンダーワールド・セブン―意地悪な幽霊―（2016年3月 東京創元社）

### 警視庁監察特捜班 堂安誠人シリーズ
- アンリバーシブル 警視庁監察特捜班 堂安誠人 (2023年5月 幻冬舎文庫)
- アンサクリファイス 警視庁監察特捜班 堂安誠人 (2025年7月 幻冬舎文庫)

### その他
- 上石神井さよならレボリューション（2013年9月 集英社 / 2016年9月 集英社文庫）
  - 落合川トリジン・フライ（初出：集英社『小説すばる』2012年4月号） - 「落合川の鳥人」改題
  - 残堀川サマー・イタシブセ（初出：集英社『小説すばる』2012年10月号） - 「武蔵野光速少女帯」改題
  - 七里ケ浜ヴァニッシュメント＆クライシス（初出：集英社『小説すばる』2013年1月号）
  - 恋ケ窪スワントーン・ラブ（初出：集英社『小説すばる』2013年3月号）
  - 上石神井さよならレボリューション（初出：集英社『小説すばる』2013年5月号）
- リップステイン（2014年6月 双葉社 / 2018年6月 双葉文庫） - 初出：双葉社文芸Webマガジン『カラフル』2013年1月10日号 - 2013年8月25日号
- 幻痛は鏡の中を交錯する希望（2016年2月 中央公論新社）  - 「武蔵野〜」シリーズと共通の世界を舞台とする。
- St.ルーピーズ（2016年5月 祥伝社 / 2019年5月 祥伝社文庫）
- ダークナンバー（2017年3月 早川書房 / 2020年1月 ハヤカワ文庫JA） - 「マイナス・ワン」改題
- 月夜に溺れる (2017年7月 光文社 / 2021年2月 光文社文庫)
- 龍探 特命探偵事務所ドラゴン・リサーチ (2020年3月 角川文庫)
- イン・ザ・ダスト (2021年1月 ハヤカワ文庫JA)
- クラックアウト (2023年1月 角川春樹事務所)

### 単著未収録短編
- 少しだけ想う、あなたを（光文社『宝石ザミステリー3』2013年12月刊行）
- Helpless（角川書店『小説 野性時代』2014年7月号）
- もし君に、ひとつだけ（光文社『宝石ザミステリー2014冬』2014年12月刊行）
- こんど、翔んでみせろ（光文社『宝石ザミステリー2016』2015年12月刊行）
- 月夜に溺れる（光文社『宝石ザミステリー Blue』2016年12月刊行）

### 連載
- 武蔵野アンダーワールド・セブン
  - 絶対領域の妖精（東京創元社『ミステリーズ! Vol.70 - 』 2015年4月号 - ）
- マイナス・ワン（早川書房『ミステリマガジン』2015年3月号 - 2016年5月号）
- 逆境ファストブレイク（集英社『小説すばる』2016年4月号 - 2016年11月号）